# Маноло Рейна
Мануель Рейну Родрігес (ісп. Manuel Reina Rodríguez; 1 квітня 1985, Вільянуева-дель-Трабуко) — іспанський футболіст, воротар клубу «Мальорка».

## Кар'єра
Маноло пройшов усі юніорські та молодіжні команди «Малаги», але свій єдиний матч за головну команду він провів у сезоні 2005/06 проти «Валенсії» (0:0). 2007 року воротар перейшов до «Леванте», але спочатку грав за дубль, однак після зимової розпродажі лідерів став основним голкіпером команди. До кінця сезону Рейна провів вісім матчів у Прімері і пропустив вісімнадцять м'ячів, а його «Леванте» вилетів з вищого дивізіону. Але через деякий час клуб повернувся до еліти не без допомоги Маноло, що непогано відіграв два сезони, які команда провела в Сегунді. У сезоні 2010/11 «Леванте» підписав Густаво Мунуа, і Рейна потрапив у запас. Однак Мунуа провалив першу половину сезону і у другій половині чемпіонату основним голкіпером «Леванте» став Маноло. Рейна зіграв краще за Мунуа, в одному з матчів його клуб втримав нульову нічию з мадридським «Реалом». Завдяки грі свого воротаря «Леванте» зберіг прописку в еліті. У сезоні 2011/12 Маноло перейшов до «Картахени», що грала в Сегунді.

## Виступи за клуби
| Клуб                    | Дивізіон                  | Країна  | Сезон      | Ліга І (Г) | Кубок І (Г) |
| ----------------------- | ------------------------- | ------- | ---------- | ---------- | ----------- |
| «Малага Б»              | Сегунда Дивізіон          | Іспанія | 2004- 2005 | 2 (4)      | -           |
| «Малага Б»              | Сегунда Дивізіон          | Іспанія | 2005- 2006 | 10 (21)    | -           |
| «Малага»                | Прімера Дивізіон          | Іспанія | 2005- 2006 | 1 (0)      | 0 (0)       |
| «Малага Б»              | Сегунда Б                 | Іспанія | 2006- 2007 | 26 (59)    | -           |
| «Леванте Б»             | Сегунда Б                 | Іспанія | 2007- 2008 | 11 (15)    | -           |
| «Леванте»               | Прімера Дивізіон          | Іспанія | 2007- 2008 | 8 (18)     | 0 (0)       |
| «Леванте»               | Сегунда Дивізіон          | Іспанія | 2008- 2009 | 25 (38)    | 1 (2)       |
| «Леванте»               | Сегунда Дивізіон          | Іспанія | 2009- 2010 | 22 (22)    | 0 (0)       |
| «Леванте»               | Прімера Дивізіон          | Іспанія | 2010- 2011 | 18 (25)    | 0 (0)       |
| «Картахена»             | Сегунда Дивізіон          | Іспанія | 2011-2012  | 27 (32)    | 0 (0)       |
| «Пафос»                 | Чемпіонат Кіпру з футболу | Кіпр    | 2012-2013  |            | 0 (0)       |
| «Атромітос»             | Суперліга (Греція)        | Греція  | 2012-2013  |            | 0 (0)       |
| «Хімнастік» (Таррагона) | Сегунда Б                 | Іспанія | 2013-2017  |            | 0 (0)       |
| «Мальорка»              | Прімера Дивізіон          | Іспанія | 2017-2019  |            |             |